# ويليام ريتشموند
ويليام ريتشموند (1 ديسمبر 1843 - 11 نوفمبر 1912) (بالإنجليزية: William Richmond)‏ هو لاعب كريكت بريطاني.

## وصلات خارجية
- ويليام ريتشموند على موقع إي آس بي آن كريك إنفو (الإنجليزية)